# Suzanne Zimmerman
Suzanne Zimmerman (n. 13 iulie 1925, Portland, Oregon, SUA – d. 14 martie 2021) a fost o înotătoare ce a reprezentat Statele Unite ale Americii, medaliată olimpică. A participat la o ediție a Jocurilor Olimpice (1948) în care a câștigat două medalii de argint.